# Stanisław Brodzki
Stanisław Brodzki właśc. Stanisław Grosbart (ur. 7 grudnia 1916 w Karlowych Warach, zm. 18 października 1990 w Warszawie) – polski dziennikarz i publicysta.

## Życiorys
Syn Henryka. Ukończył studia na Wydziale Nauk Ekonomicznych i Społecznych Uniwersytetu Genewskiego. Od 1933 członek Komunistycznego Związku Młodzieży Polski w Krakowie, od 1935 w Komunistycznej Partii Polski. W latach 1936–1939 przebywał w Austrii i Szwajcarii. Działacz komunistycznych organizacji młodzieżowych. W latach 1939–1941 internowany w Szwajcarii, następnie wyjechał do Palestyny. Był m.in. redaktorem naczelnym periodyku Związku Patriotów Polskich na Bliskim Wschodzie pt. „Biuletyn Wolnej Polski” (1944–1945).
W latach 1946–1947 attaché prasowy przy Konsulacie Generalnym RP w Jerozolimie. W połowie 1947 repatriowany do Polski. W latach 1947–1948 kierownik działu zagranicznego dziennika PPR „Głos Ludu”. Od 1948 do 1957 kierownik działu kulturalnego „Trybuny Ludu”. W 1956 został wybrany prezesem Stowarzyszenia Dziennikarzy Polskich (zrezygnował z tej funkcji w 1958 po zamknięciu tygodnika „Po prostu”). W latach 1957–1967 zastępca redaktora naczelnego tygodnika „Świat”. Od 1967 do 1977 był sekretarzem redakcji „Polskich Perspektyw”. Autor książek z zakresu publicystyki międzynarodowej. Od 1978 na emeryturze. Członek Stowarzyszenia Dziennikarzy Polskich (1951–1990).
Był drugim mężem Ireny Rybczyńskiej-Holland.

## Odznaczenie
- Srebrny Krzyż Zasługi (18 grudnia 1945)[1]

## Twórczość (wybór)
- Pagody, smoki i ludzie (Książka i Wiedza 1958)
- Postacie i cienie (Książka i Wiedza 1965)
- Czarny problem USA (tom 108–109 serii wydawniczej Omega, Państwowe Wydawnictwo Naukowe 1968)
- Mężowie i żony stanu (Książka i Wiedza 1972)
- Ameryka spóźnione imperium? (Młodzieżowa Agencja Wydawnicza 1979, ISBN 83-203-0186-6)
- Autokraci, technokraci, demokraci (Książka i Wiedza 1979)
- Z profilu i en face (wybór z tomów Postacie i cienie, Mężowie i żony stanu i Autokraci, technokraci, demokraci; Książka i Wiedza 1984, ISBN 83-05-11204-7)